# Darlene Anaya
Darlene Anaya (* 20. August 1961) ist eine ehemalige Judoka aus den Vereinigten Staaten. Sie war Weltmeisterschaftsdritte 1984 und Siegerin bei den Panamerikanischen Spielen 1983.

## Sportliche Karriere
Darlene Anaya kämpfte im Superleichtgewicht, der Gewichtsklasse bis 48 Kilogramm. Von 1981 bis 1987 gewann sie sechs Meistertitel, nur 1985 unterlag sie im Finale Jo Anne Quiring.
Anaya nahm viermal an Weltmeisterschaften teil. 1982 in Paris unterlag sie in der ersten Runde der Französin Marie-France Colignon, über die Hoffnungsrunde erreichte Amnaya den siebten Platz. 1984 in Wien unterlag sie im Halbfinale der Britin Karen Briggs. Mit einem Sieg über die Polin Anna Chodakowska sicherte sich Anaya eine Bronzemedaille. 1986 in Maastricht schied sie im Viertelfinale gegen die Chinesin Li Zhongyun aus. Bei den Weltmeisterschaften 1987 in Essen unterlag Anaya im Halbfinale Li Zhongyun. Den Kampf um eine Bronzemedaille verlor sie gegen die Niederländerin Jessica Gal.
1983 fanden bei den Panamerikanischen Spielen in Caracas erstmals Wettbewerbe im Frauenjudo statt. Im Superleichtgewichts-Finale standen sich Anaya und die Brasilianerin Ines Nazareth gegenüber und Anaya gewann die Goldmedaille. 1985 unterlag Anaya im Finale der Panamerikanischen Meisterschaften María Elena Villapol aus Venezuela. 1987 gewann Anaya noch einmal eine Bronzemedaille bei den Panamerikanischen Spielen in Indianapolis.